# Bootleg Akustyki Live Krosno 02/12/23
Bootleg Akustyki Live Krosno 02/12/23 – koncertowy minialbum grupy Luxtorpeda wydany w 2024 roku. Jest to płyta z zarejestrowaną częścią akustyczną koncertu, który odbył się w Krośnie 2 grudnia 2023 roku w ramach trasy " Robaki, Hity, Akustyki".

## Lista utworów
1. Gdzie Ty jesteś?
2. Od chyba do chyba
3. Imago
4. 2084
5. Matarapatytaparatam
6. W ciemności
7. Od zera

## Skład zespołu
- Robert „Litza” Friedrich – wokal, gitara
- Przemysław „Hans” Frencel – wokal
- Tomasz „Krzyżyk” Krzyżaniak – perkusja, wokal wspierający
- Krzysztof „Kmieta” Kmiecik – gitara basowa, wokal wspierający
- Robert „Drężmak” Drężek – gitara, wokal wspierający

## Inne informacje
- Płyta została wydana w formie koperty.
- Każdy egzemplarz posiada  swój własny numer. Wytłoczono 2024 sztuki tego wydawnictwa i nie będzie dodruku.
- Płyta sprzedawana jest jedynie na koncertach trasy "Luxtorpeda Absolutnie Akustyczna 2024" i w sklepie zespołu tj luxtorpedasklep.pl